# Tashkent Stock Exchange
Die Taschkenter Börse (englisch Tashkent Stock Exchange - offiziell The Republican Stock Exchange „Toshkent“ (RSE) (usbekisch: Toshkent Respublika fond birjasi)), ist die einzige Handelsplattform für Aktien und Unternehmensanleihen (börsenmäßig und außerbörslich) in Usbekistan. Sie wurde 1994 von der Regierung als offene Aktiengesellschaft mit Sitz in der usbekischen Hauptstadt Taschkent gegründet.

## Geschichte
Die RSE verfügte über eine Börsenlizenz des Staatlichen Wettbewerbskomitees und wurde durch die Gesetze Usbekistans über Börsen (1992), Aktiengesellschaften (1996), Wertpapiermärkte (2008) sowie eine Reihe von Gesetzen der Regierung und der Wertpapierkommission reguliert. Im Oktober 2019 erteilte die Agentur für Kapitalmarktentwicklung der Republik Usbekistan (CMDA, gegründet 2019 und aufgelöst 2021) der RSE eine neue Lizenz. 
Gemäß Präsidialerlass vom 19. März 2012 wurde die Korea Exchange (KRX) 2016 Anteilseigner der RSE und erwarb 25 Prozent des Kapitals im Austausch für die Bereitstellung eines einheitlichen IT-Komplexes.

## Indizes
Der Index der RSE ist der Uzbekistan Composite Index (UCI).

## Mitgliedschaften
Sie ist Mitglied in:
- Federation of Euro-Asian Stock Exchanges